# Брадке, Петер фон
Петер фон Брадке (нем. Peter von Bradke; 1853—1897) — немецкий языковед, специалист в области санскритологии. Собрал данные о изоглоса кентум-сатем.

## Биография
Родился в Санкт-Петербурге 15 (27) июня 1853 года. Сын сенатора Е. Ф. Брадке от его второго брака с Луизой-Люцией (урождённая фон Заас).
В 1854 году его отец был назначен попечителем Дерптского учебного округа и Петер свои детство и юность провёл в Дерпте.
В 1871—1875 годах учился в Дерптском университете, изучал классическую филологию и германистику, а также сравнительное языкознание у Лео Майера. В течение четырёх семестров в 1876—1878 годах учился у Рудольфа фон Рота в Тюбингенском университете — изучал санскрит и индологию.. В 1878—1879 годах жил в Йене, в 1880—1881 — в Мюнхене и Италии.
В 1882 году получил в Йенском университете степень доктора философии за исследование «Über das Mānavagrhyasūtra». Долго болел, но всё-таки защитил в 1884 году хабилитационную докторскую диссертацию в Гисенском университете, где в 1884—1886 годах был приват-доцентом, а с 1886 года и до своей смерти — профессором санскрита.
Умер в Гисене 7 марта 1897 года.